# Luke Askew
Luke Askew, pseudonimo di Milton Dillard Askew Jr. (Macon, 26 marzo 1932 – Lake Oswego, 29 marzo 2012), è stato un attore statunitense.

## Biografia
Figlio di Milton Dillard Askew (1904–1976) e Dorothy Doolittle (1910–1969), compì gli studi all'Università della Georgia, la Mercer University, e la Walter F. George School of Law e, durante gli anni universitari, svolse servizio militare alla United States Air Force. Iniziò la carriera artistica come cantante rock blues alla radio e alla televisione. Sul grande schermo fece il suo debutto come attore nel 1967, iniziando a ottenere ruoli di un certo rilievo in molti film western, tra i quali quello da protagonista in La notte dei serpenti. Lavorò tra gli altri con John Wayne in Berretti verdi, con Peter Fonda e Dennis Hopper in Easy Rider e con Kirk Douglas in I giustizieri del West.
Comparve da guest star in un gran numero di serie televisive, tra le quali si segnalano Bonanza, Cannon, Quincy, L'uomo da un milione di dollari, Walker Texas Ranger, La signora in giallo e, nel ruolo di Hollis Greene, in Big Love trasmesso dalla HBO, l'ultimo suo lavoro. Prese parte anche ai documentari Easy Rider: Shaking the Cage, sulla lavorazione del celebre film in occasione del trentesimo anniversario (1999), e a Easy Riders, Raging Bulls: How the Sex, Drugs and Rock 'N' Roll Generation Saved Hollywood (2003). Come cantante, interpretò brani di Muddy Waters, Howlin' Wolf e Jimmy Reed al Gaslight Cafe.
Stabilitosi a Lake Oswego, in Oregon, morì nel marzo del 2012, tre giorni dopo aver compiuto 80 anni. La salma venne cremata e le ceneri vennero consegnate ai familiari e agli amici.

## Filmografia

### Cinema
- E venne la notte (Hurry Sundown), regia di Otto Preminger (1967)
- Cominciò per gioco... (The Happening), regia di Elliot Silverstein (1967)
- Nick mano fredda (Cool Hand Luke), regia di Stuart Rosenberg (1967)
- Costretto ad uccidere (Will Penny), regia di Tom Gries (1967)
- La brigata del diavolo (The Devil's Brigade), regia di Andrew V. McLaglen (1968)
- Berretti verdi (The Green Berets), regia di John Wayne (1969)
- Easy Rider - Libertà e paura (Easy Rider), regia di Dennis Hopper (1969)
- L'implacabile omicida (Flareup), regia di James Neilson (1969)
- La notte dei serpenti, regia di Giulio Petroni (1969)
- L'angelo scatenato (Angel Unchained), regia di Lee Madden (1970)
- Fango, sudore e polvere da sparo (The Culpepper Cattle Co.), regia di Dick Richards (1972)
- La banda di Jesse James (The Great Northfield, Minnesota Raid), regia di Philip Kaufman (1972)
- I magnifici sette cavalcano ancora (The Magnificent Seven Ride), regia di (1972)
- Pat Garrett e Billy Kid (Pat Garrett and Billy the Kid), regia di Sam Peckinpah (1973)
- Slipstream, regia di David Acomba (1973)
- I giustizieri del West (Posse), regia di Kirk Douglas (1975)
- I giorni roventi del poliziotto Buford (Walking Tall Part 2), regia di Earl Bellamy (1975)
- Mackintosh and T.J., regia di Marvin J. Chomsky (1975)
- Rolling Thunder, regia di John Flynn (1977)
- Wanda Nevada, regia di Peter Fonda (1979)
- The Beast Within, regia di Philippe Mora (1982)
- Kain il mercenario (The Warrior and the Sorceress), regia di John C. Broderick (1984)
- La leggenda del cavallo bianco (Biały smok), regia di Jerzy Domaradzki e Janusz Morgenstern (1987)
- A prova di proiettile (Bulletproof), regia di Steve Carver (1988)
- Back to Back, regia di John Kincade (1989)
- Quando la vendetta ha 4 braccia! (No Retreat, No Surrender 3: Blood Brothers), regia di Lucas Lowe (1990)
- I guerrieri delle dune (Dune Warriors), regia di Cirio H. Santiago (1991)
- Frank e Jesse (Frank and Jesse), regia di Robert Boris (1994)
- The Friends of Harry, regia di Robert Fleet (1995)
- Savage, regia di Avi Nesher (1996)
- Svolta pericolosa (Traveller), regia di Jack N. Green (1997)
- Newton Boys (The Newton Boys), regia di Richard Linklater (1998)
- Vendetta finale (South of Heaven, West of Hell), regia di Dwight Yoakam (2000)
- Frailty - Nessuno è al sicuro (Frailty), regia di Bill Paxton (2001)
- Il più bel gioco della mia vita (The Greatest Game Ever Played), regia di Bill Paxton (2005)

### Televisione
- Missione impossibile (Mission: Impossibile) – serie TV, due episodi (1968-1973)
- Ai confini dell'Arizona (The High Chaparral) - serie TV, episodio 2x15 (1969)
- Bonanza - serie TV, episodio 12x27 (1971)
- Bearcats! – serie TV, un episodio (1971)
- Longstreet – serie TV, un episodio (1972)
- Truman Capote: la corruzione il vizio e la violenza (The Glass House), regia di Tom Gries – film TV (1972)
- Il cacciatore (Manhunter) – serie TV, episodio pilota (1974)
- Cannon – serie TV, un episodio (1974)
- A Matter of Wife... and Death, regia di Don Ingalls – film TV (1975)
- S.W.A.T. – serie TV, un episodio (1975)
- Sulle strade della California (Police Story) – serie TV, due episodi (1975-1976)
- Ultimo indizio (Jigsaw John) – serie TV, un episodio (1976)
- Agenzia Rockford (The Rockford Files) – serie TV, due episodi (1976-1977)
- Le strade di San Francisco (The Streets of San Francisco) – serie TV, un episodio (1977)
- Codice R (Code R) – serie TV, un episodio (1977)
- Quincy (Quincy, M.E.) – serie TV, due episodi (1977-1981)
- L'uomo da sei milioni di dollari (The Six Million Dollar Man) – serie TV, un episodio (1978)
- Fantasilandia (Fantasy Island) – serie TV, 4 episodi (1978-1982)
- Alla conquista del West (How the West Was Won) – serie TV, un episodio (1979)
- Truck Driver (B.J. and the Bear) – serie TV, due episodi (1979-1981)
- Cuore e batticuore (Hart to Hart) – serie TV, un episodio (1980)
- Il principe delle stelle (The Powers of Matthew Star) – serie TV, un episodio (1983)
- I predatori dell'idolo d'oro (Tales of the Gold Monkey) – serie TV, un episodio (1983)
- Supercar (Knight Rider) – serie TV, un episodio (1983)
- Matt Houston – serie TV, un episodio (1983)
- T.J. Hooker – serie TV, un episodio (1983)
- Ralph supermaxieroe (The Greatest American Hero) – serie TV, un episodio (1983)
- Mississippi (The Mississippi) – serie TV, un episodio (1984)
- Professione pericolo (The Fall Guy) – serie TV, un episodio (1984)
- Automan – serie TV, un episodio (1984)
- Airwolf (Supercopter) – serie TV, un episodio (1984)
- La legge del kung fu – film TV (1986)
- L.A. Law - Avvocati a Los Angeles (L.A. Law) – serie TV, due episodi (1987)
- MacGyver – serie TV, un episodio (1987)
- Simon & Simon – serie TV, un episodio (1988)
- La signora in giallo (Murder, She Wrote) – serie TV, due episodi (1989-1991)
- Kung Fu - La leggenda (Kung Fu: the Legend Continues) – serie TV, un episodio (1995)
- Walker Texas Ranger – serie TV, un episodio (1998)
- Vendetta, regia di Nicholas Meyer – film TV (1999)
- Everwood – serie TV, un episodio (2003)
- 4400 (The 4400) – serie TV, un episodio (2005)
- Cold Case - Delitti irrisolti (Cold Case) – serie TV, un episodio (2008)
- Big Love – serie TV, 10 episodi (2007-2010)

## Doppiatori italiani
Nelle versioni in italiano delle opere in cui ha recitato, Luke Askew è stato doppiato da:
- Manlio De Angelis in La brigata del diavolo
- Franco Latini in Berretti verdi
- Mario Maranzana in Easy Rider
- Pino Locchi in La notte dei serpenti
- Giorgio Bandiera in La signora in giallo
- Romano Ghini in Svolta pericolosa
- Dario Penne in Everwood
- Vittorio Congia ne Il più bel gioco della mia vita
- Paolo Lombardi in Cold Case - Delitti irrisolti